# غوين جون
غويندولين ميري جون (بالإنجليزية: Gwendolen Mary John، ولدت 22 يونيو 1876 - توفيت 18 سبتمبر 1939) هي فنانة ويلزيّة عملت في فرنسا معظم مسيرتها المهنية. لوحاتها في أكثر الأحيان عبارةٌ عن صور شخصية لعارضات إناث مجهولات، مُصورة في شريحة من الدرجات اللونية المتقاربة للغاية. رغم التعتيم الذي تعرضت له من قبل أخيها أوغست جون، وحبيبها أوغست رودين خلال حياتها، إلا أن شهرتها تعاظمت باطّراد منذ وفاتها.

## نشأتها
وُلدت غوين جون في هيفرفورد ويست، في ويلز، وهي ثاني أطفال إيدوِن ويليَم جون وزوجته أوغَستا (نيه سميث) الأربعة. كان ثورنتن جون الأخ الأكبر لغوين؛ وأخويها الأصغر هما أوغسطس ووينفرِد. كان إيدوِن جون محاميًا عامًا أسبغت طبيعته القاسية جوًا من الجفاوة على عائلته، وغالبًا ما كنت أوغَستا غائبة عن أطفالها نتيجة اعتلال صحتها، تاركة مكانها في المنزل لأختيها اللتين كانتا منتسبتين متشددتين لجيش الخلاص. كانت أوغَستا رسّامة ألوان مائية هاوية، وشجع كلا الوالدين ميول الأطفال الأدبية والفنية. ماتت والدة غوين عندما كانت في الثامنة من عمرها. وبالنظر لوفاة والدتها وزوال تأثيرها، كتب أخوها أوغست لاحقًا: «كانت أمي مفيدةً بلا شك، لكنني كنت طفلًا صغيرًا عندما ماتت، وأخشى أن حياتنا كانت كئيبةً بعدها».
بعد وفاة والدتهم المُبكر عام 1884، انتقلت العائلة إلى تينبي في بيمبروكشاير، ويلز، حيث بدأ تعليم غوين وأختها وينفرِد على يد المعلمات الخاصات. كان لديها أخوان بالإضافة إلى أختها، ثورنتن وأوغست. كان الأخوة يذهبون في معظم الأوقات إلى ساحل تينبي للرسم. قالت جون إنها كانت ترسم «رسومات سريعة للنوارس البحرية والأصداف والسمك على قطع متفرقة من الورق، أو على واجهة كتاب كانت تقرؤه حينها». رغم أن غوين جون بدأت بالرسم في سن مبكرة، إلا أن أقدم أعمالها الناجية يعود تاريخها إلى عامها التاسع عشر.

## تعليمها
درست غوين في مدرسة سليد للفنون بين عامي 1895 و 1898، حيث كان البرنامج مُوضوعًا طبقًا لأساليب المراسم الفرنسية. كانت مدرسة الرسم الوحيدة في المملكة المتحدة التي تسمح بالطالبات الإناث، لكن دون الاختلاط بين الرجال والنساء في الساحات أو الفصول الدراسية أو الدهاليز. درست رسم الشخصيات على يد هينري تونكس، كما فعل أخوها الأصغر، أوغست، الذي بدأ الدراسة هناك عام 1894. خلال هذه الفترة، تشاركت وأخوها أوغست سكنًا، بالإضافة إلى أنهما خفّضا مصاريفهما باتباع حمية من المكسرات والفاكهة. طورت غوين علاقة صداقة حميمة مع المرأة التي أصبحت لاحقًا زوجة أخيها، آيدا نيتلشيب. كانت في ذلك الوقت على علاقة مع أحد أصدقاء أخيها، آرثر آمبروز مكيفوي، لكنها لم تكن علاقة سعيدة. كانت أورسولا تيرويت وغوين سالموند من صديقاتها المقربات أيضًا. فازت جون بجائزة ميلفيل نيتلشيب لتركيب الشخصيات في سنتها الأخيرة في مدرسة سليد.
شجعت مدرسة سليد طلابها على تقليد أعمال الأساطين القدماء الموجودة في متاحف لندن. رسوم جون المبكرة مثل لوحة شخصية للسيدة آتكينسن، شابة وكمنجة، وباطن ذو أشكال، هي أعمال واغلة مرسومة بأسلوب تقليدي يتسم بألوان خافتة ولمعات شفافة.
حتى عندما كان أوغست طالبًا، كان من المشاهير بسبب موهبته النابغة في الرسم وشخصيته الساحرة، واقفًا بذلك أمام مواهب غوين الأكثر هدوءًا وذات السلوك المتحفظ. كان أوغست معجبًا بأعمال أخته أشد الإعجاب لكنه اعتقد أنها أهملت صحتها، وألحّ عليها لتتبع «سلوكًا يشتمل على قدر أكبر من الرياضة في حياتها». لكنها رفضت نصيحته، وأظهرت على امتداد حياتها إهمالًا واضحًا لعافيتها الجسدية.
زارت باريس لأول مرة عام 1898 مع صديقتين من سليد، ودرست هناك على يد جيمس مَكنيل ويسلر في مدرسته، أكاديمية كارمن. عادت إلى لندن عام 1899، وعرضت أعمالها للمرة الأولى عام 1900 في نادي الفن الإنكليزي الجديد. كانت ظروفها المادية ضعيفة للغاية، وفي نهاية عام 1899 وبداية عام 1900 سكنت عشوائيًا في بناء مهجور.

## فرنسا وبداية مسيرتها المهنية
في خريف 1903، سافرت إلى فرنسا مع صديقتها دوريليا مكنيل (التي أصبحت زوجة أخيها أوغست الثانية لاحقًا). بعد رَسوهما في بوردو، انطلقتا في رحلة مسير حاملتين تجهيزاتهما الفنية باليد، بنيّة الوصول إلى روما. كانتا تنامان في الحقول وتعيشان على الأموال التي تكسبانها من بيع الرسومات الشخصية على طول الطريق، واستطاعتا الوصول حتى تولوز. ذهبتا عام 1904 إلى باريس، حيث وجدت غوين عملًا بصفة عارضةٍ للفنانين، للإناث منهم على الأغلب. وفي السنة نفسها بدأت العمل بصفة عارضة للنحات أوغوست رودان، وأصبحا حبيبين. استمر إخلاصها لرودان الذي كان أكبر منها بكثير، وأشهر فنان في عصره، دون هوادة خلال السنوات العشر التالية، كما هو موثق في آلاف الرسائل الحارة التي أرسلتها له. عُرف عن جون ارتباطها العنيف بكلا الرجال والنساء، الأمر الذي كان مُضايقًا لهم في بعض الأوقات، واضطر رودان في النهاية -بغض النظر عن شعوره الحقيقي تجاهها- إلى الاستعانة بالحراس والسكرتيرات لإبعادها عنه.
التقت خلال سنواتها في باريس بالكثير من الشخصيات الرائدة في عالم الفن، من بينهم، ماتيس، بيكاسو، برانكوشي وراينر ماريا ريلكه، لكن تطورات الفن الجديدة لم تؤثر عليها إلا قليلًا، وتابعت عملها بانزواء. عام 1910 وجدت سكنًا في ميدون، أحد ضواحي باريس حيث عاشت بقية حياتها. إثر وشوك نهاية علاقتها برودان، التمست جون الراحة في الكاثوليكية، وقُبلت في الكنيسة نحو عام 1913. تتضمن دفاترها في تلك المرحلة تأملاتٍ وصلوات؛ كتبت عن رغبتها في أن تكون «فنانة الرب الصغيرة» وأن «تصبح قديسة». وفي رسالة كثيرة الاقتباس كتبت نحو عام 1912 تقول: «إن موضوع امتلاكي أي شيء يستحق التعبير عنه أم لا، هو جزء من السؤال. قد لا أملك شيئًا أعبر عنه مطلقًا، عدا هذه الرغبة في المزيد من الحياة الداخلية».

## مسيرتها المهنية
توقفت عن عرض أعمالها في نادي الفن الإنكليزي الجديد عام 1911، لكنها كسبت جون كوين بصفة زبون مهم لها، الذي كان جامع تحف أميركيًا اشترى معظم أعمال غوين جون المباعة بين عامي 1910 و1924. حرر دعم كوين جون من العمل بصفة عارضة، ومكنها من تكريس نفسها لعملها. رغم أنها شاركت في معارض بشكل منتظم إلى حد ما، لكن كماليتها أنتجت فيها تناقصًا وجدانيًا واضحًا تجاه العرض. كتبت عام 1911: «أنا أرسم بطريقة جيدة، لكنني غالبًا لا أنجز اللوحات، لأن الأمر يتطلب بالنسبة لي وقتًا طويلًا من صفاء الذهن، وعدم التفكير في المعارض». عام 1913، ضُمنت إحدى لوحاتها في عرض الترسانة الإبداعي في نيويورك، الذي شارك كوين في تنظيمه.
كان سلوكها تجاه عملها ينطوي على محو الذات والثقة بالنفس في الوقت ذاته. بعد مشاهدتها معرضًا بالألوان المائية لسيزان علقت قائلة: «هذا جيد جدًا، لكنني أفضّل أعمالي».
نحو عام 1913، بدأت برسم سلسلة من اللوحات الشخصية لميري ماري بوسبان (1653-1744) مؤسسة الأخوية عهدًا منها للأخوات الدومينيكيات في الجمعية الخيرية لميدون. أسست هذه الرسومات صيغةً بناءً على بطاقة دعاء -الشخصية الأنثوية في وضع الجلوس يظهر فيه ثلاثة أرباع الطول- وأصبحت هذه الصيغة علامةً مميزة لأسلوبها الناضج. رسمت لوحات متعددة غزيرة حول مواضيع شبيهة مثل شابة ترتدي رداءً أزرق مرقطًا، فتاة تحمل قطة، والناقة. معظم عارضاتها مجهولات الهوية.
عاشت في ميدون وحيدةً، باستثناء وجود قططها. كتبت في رسالة غير مؤرخة: «يجدر بي الذهاب والعيش في مكان لا أقابل فيه أحدًا حتى أصبح أقوى من أن يؤثر بي الناس والأشياء خارج حدود المنطق». وكانت ترغب بتجنب الروابط العائلية («أعتقد أن العائلة قد استهلكت الوقت المخصص لها. نحن لا ندخل الجنة على هيئة عائلاتٍ بل كل شخص لوحده»)، وقد تكون رغبتها في العيش في فرنسا بعد عام 1903 نتيجةً لرغبتها في الهروب من شخصية أخيها الشهير المسيطرة، رغم أنه طبقًا للمؤرخ الفني ديفد فراسر جينكينز، «لم تفعل شيئًا ضد إرادتها إلا في مناسبات قليلة جدًا، وكانت الطرف الأقسى والأكثر سيطرةً».
عرضت جون أعمالها للمرة الأولى في باريس عام 1919 في صالون دوتون، واستمرت بالعرض بانتظام حتى أواسط العشرينيات، حيث بدأ تنسّكها يتعاظم وقل رسمها. قامت بعرض منفرد وحيد في حياتها، في استوديوهات نيو شينيل في لندن عام 1926. واشترت في العام نفسه شقة من طابق واحد في ميدون. في ديسمبر من عام 1926، اضطربت للغاية إثر وفاة صديقها القديم ريلكه، قابلت جارها الفيلسوف التومائي المحدث جاك ماريتان والتمست النصح الديني منه. وقابلت أخت زوجته فيرا أومانكوف، التي عاشت معها آخر علاقاتها الغرامية، ودامت حتى 1930.
يعود تاريخ آخر أعمال جون إلى 20 مارس 1933، ولا يوجد دليل على أنها رسمت خلال بقية حياتها. في العاشر من سبتمبر 1939، كتبت وصيتها ثم سافرت إلى دييب، حيث انهارت وأُدخلت المستشفى. ماتت هناك في 18 سبتمبر 1939 ودُفنت في مقبرة جانفال. طبقًا لبول جونسون في كتابه الفن: تاريخ جديد، «يبدو أنها ماتت جوعًا» (ص. 675).

## معرض الصور

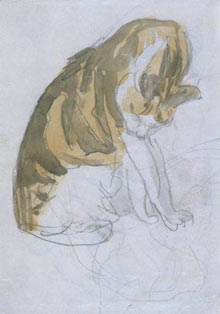
لوحة «قطة تنظف نفسها» حوالي 1905–08
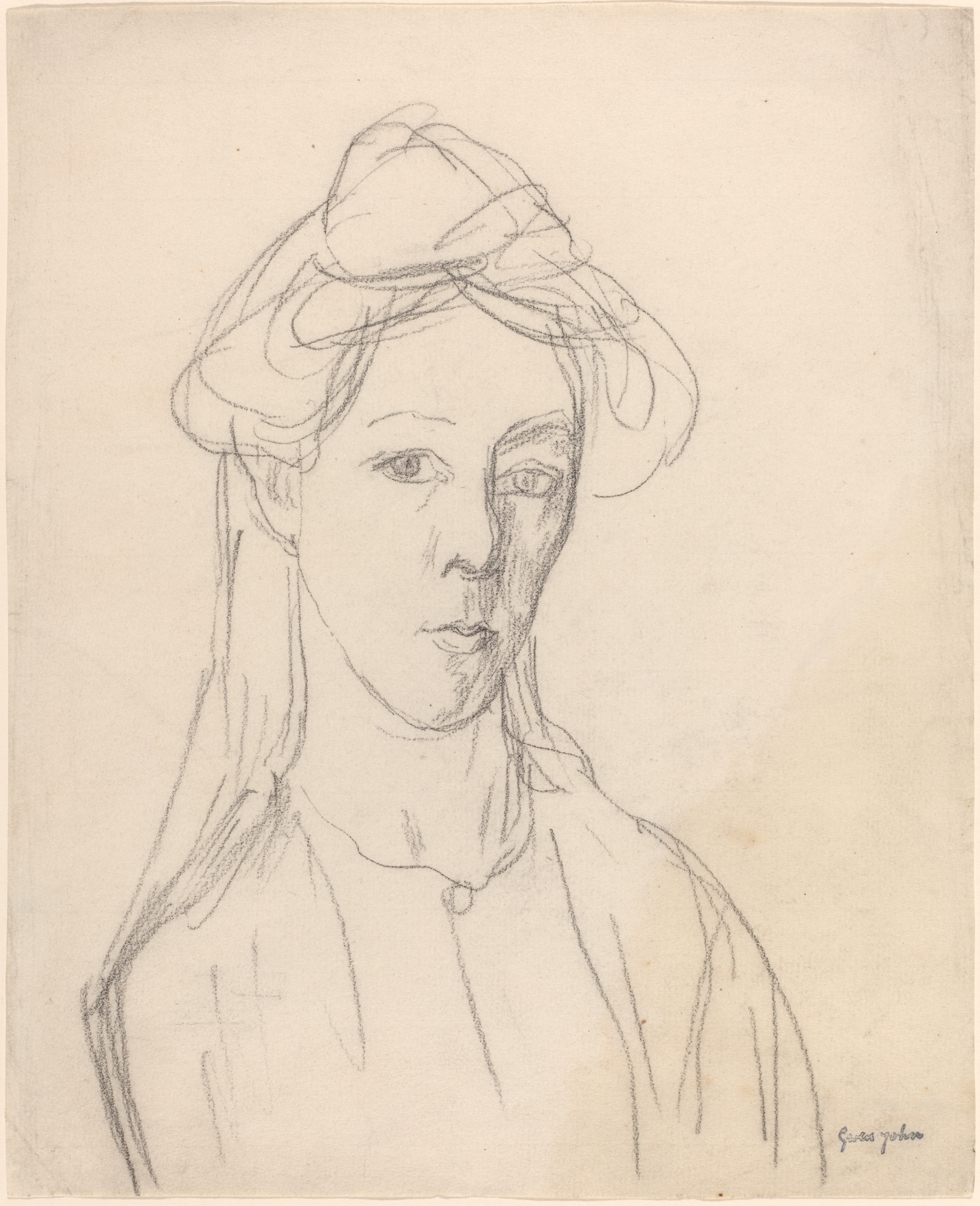
لوحة «بورتريه ذاتي» التي رسمت على الأرجح في الفترة 1907-1909، المعرض الوطني للفنون
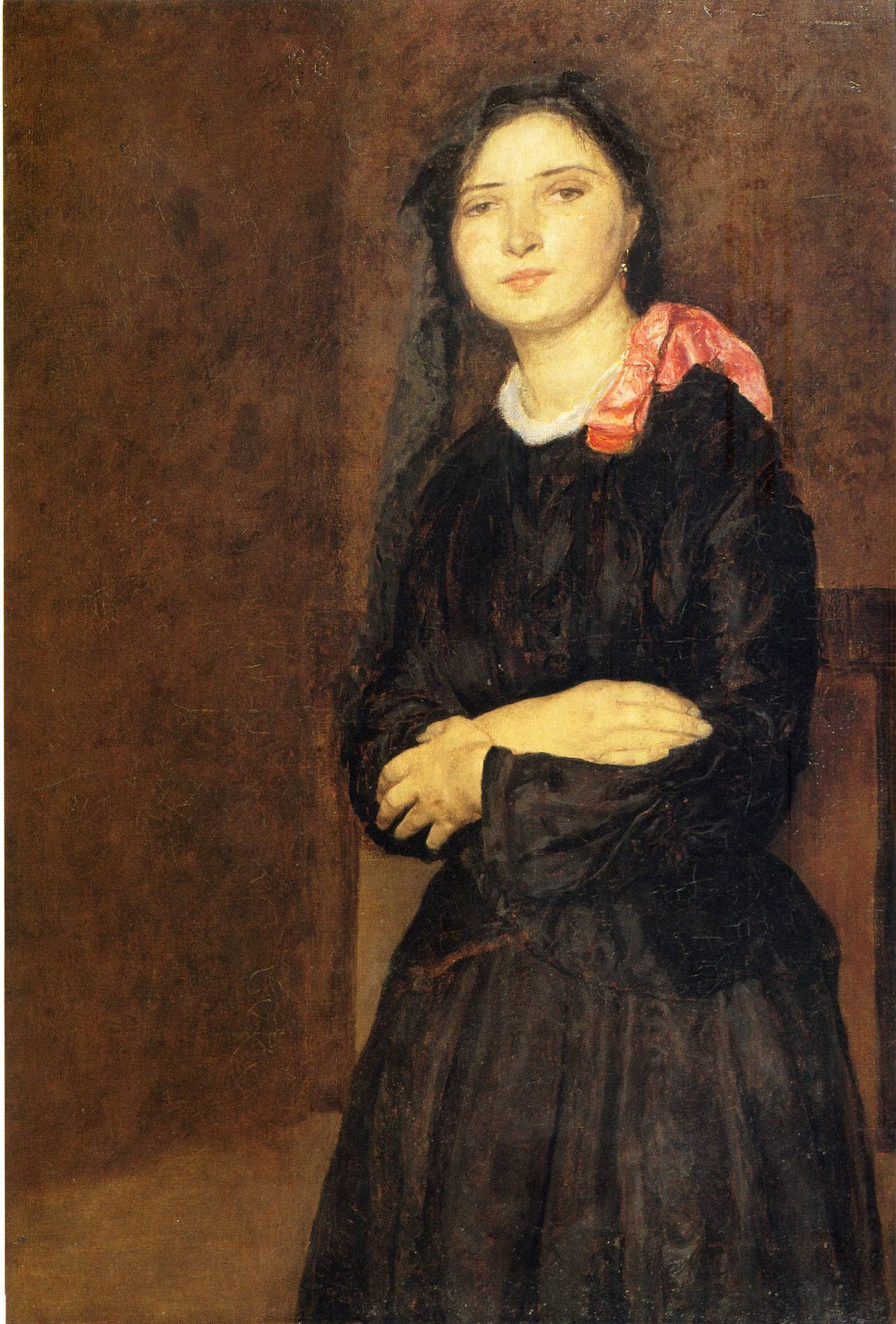
«دوريليا في فستانٍ أسود» حوالي 1903–04
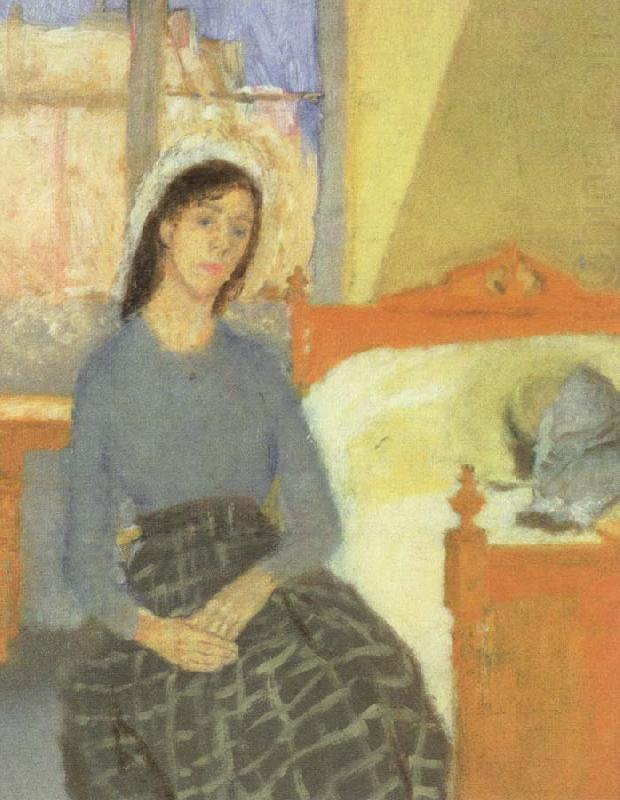
لوحة «الفنانة في غرفتها بباريس» حوالي 1907–09
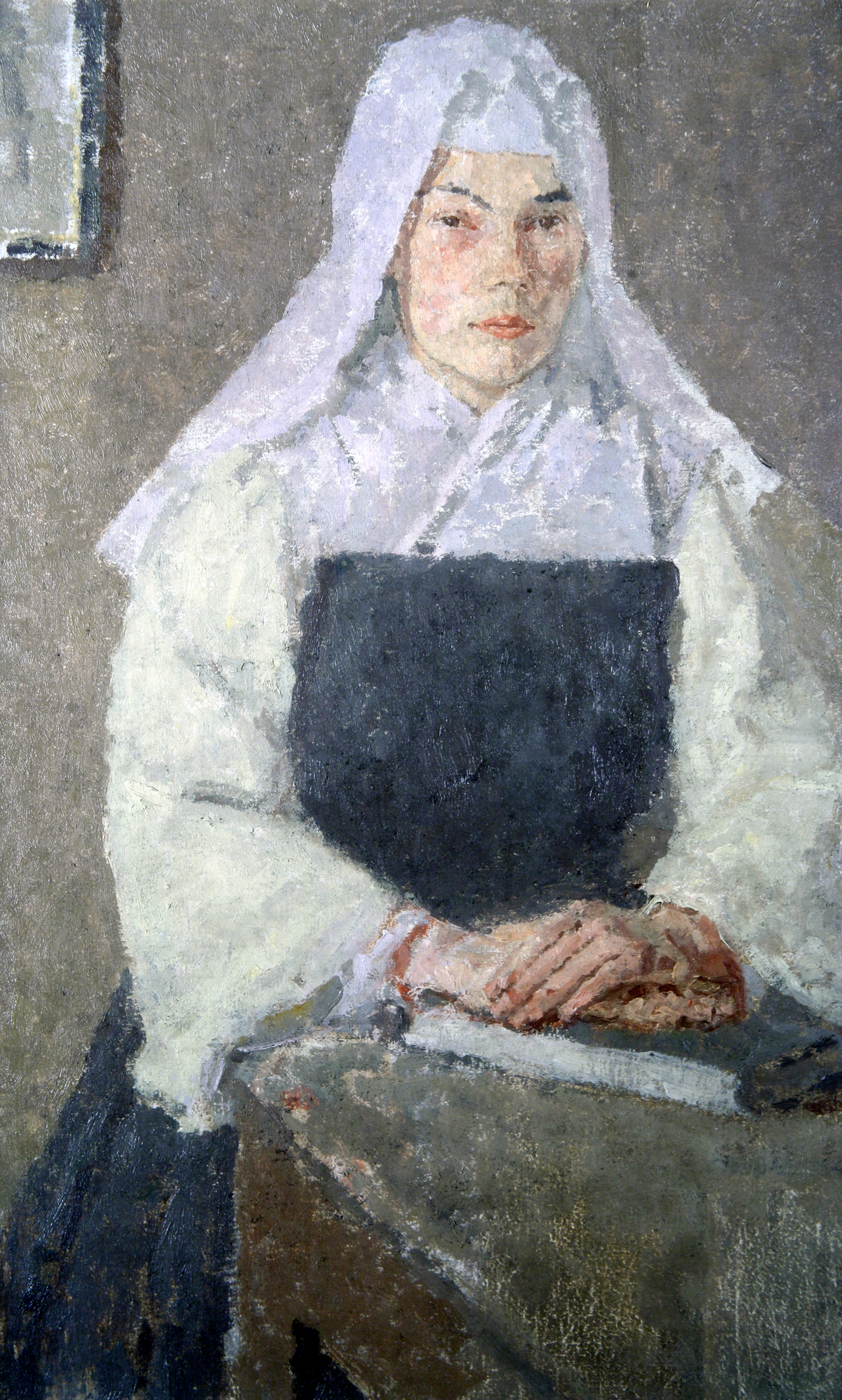
لوحة «الراهبة» حوالي 1915–21
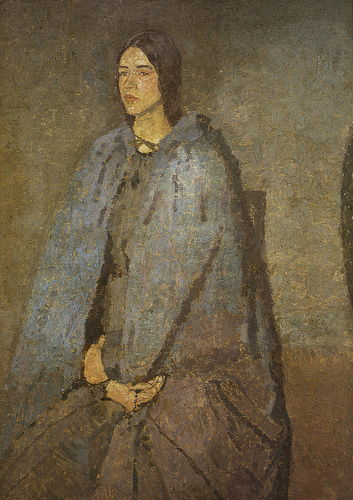
لوحة «الحاجَّة» رسمت حوالي 1915–25
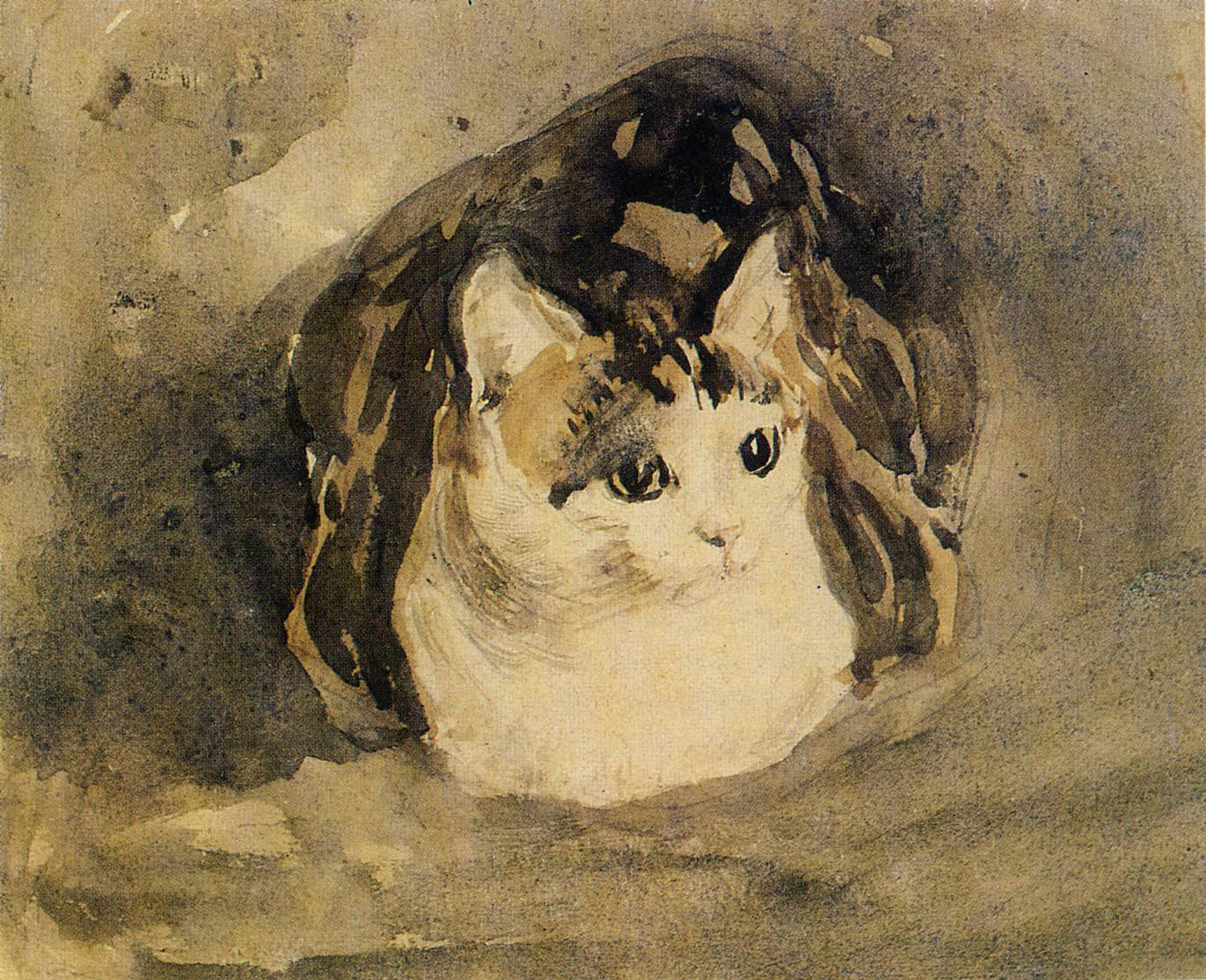
لوحة «قطة» حوالي 1904–08

## روابط خارجية
- غوين جون على موقع الموسوعة البريطانية (الإنجليزية)